# Raghavan Narasimhan

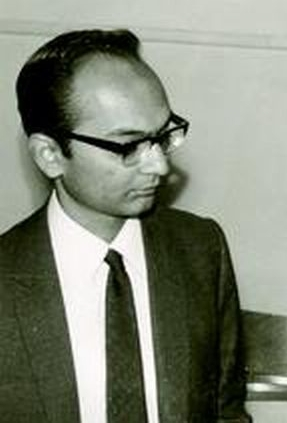
Raghavan Narasimhan

Raghavan Narasimhan (* 31. August 1937 in Indien; † 3. Oktober 2015 in Chicago, Illinois) war ein indischer Mathematiker, der sich mit Funktionentheorie beschäftigte.

## Leben und Karriere
Er besuchte das Loyola-College in Madras, wo er wie viele andere bekannte indische Mathematiker vom französischen Jesuitenpater Racine unterrichtet wurde, und wurde 1963 bei K. Chandrasekharan in Bombay promoviert. 1966/67 war er am Institute for Advanced Study in Princeton. Narasimhan war Professor an der University of Chicago.
Er löste das Levi-Problem (nach E. E. Levi) für komplexe Räume, wie auch unabhängig Hans Grauert. Er verallgemeinerte dabei den Begriff der Pseudokonvexität auf allgemeine komplexe Räume und charakterisierte Steinsche Räume als pseudovollständige Räume.
Narasimhan war für die Neuherausgabe der Werke von Bernhard Riemann 1990 verantwortlich, für die er auch eine mathematische Würdigung Riemanns schrieb.
Er ist nicht mit M. S. Narasimhan und Raghavan Narasimhan Iyer zu verwechseln.

## Schriften
als Autor
- Complex analysis in one variable. 2. Aufl. Birkhäuser, Basel 2001, ISBN 3-7643-4164-5 (Nachdr. d. Ausg. Boston, Mass. 1985).
- Several complex variables. University of Chicago Press, Chicago 1971, ISBN 0-226-56817-2.
- Compact Riemann Surfaces. Birkhäuser, Basel 1992, ISBN 3-7643-2742-1.
- Analysis on real and complex manifolds (North-Holland Mathematical Library; Bd. 35). North-Holland Books, Amsterdam 1985, ISBN 0-444-87776-2 (Nachdr. d. Ausg. Paris 1973).
- Introduction to the theory of analytic spaces (Lecture Notes in Mathematics; Bd. 25). Springer, Berlin 1966.
- The coming of age of mathematics in India, in Michael Atiyah u. a. Miscellanea Mathematica, Springer Verlag 1991

als Herausgeber
- Bernhard Riemann: Gesammelte Werke. Wissenschaftlicher Nachlaß und Nachträge. Springer, Berlin 1990, ISBN 3-540-50033-2.